# Paleis van Justitie (Pretoria)

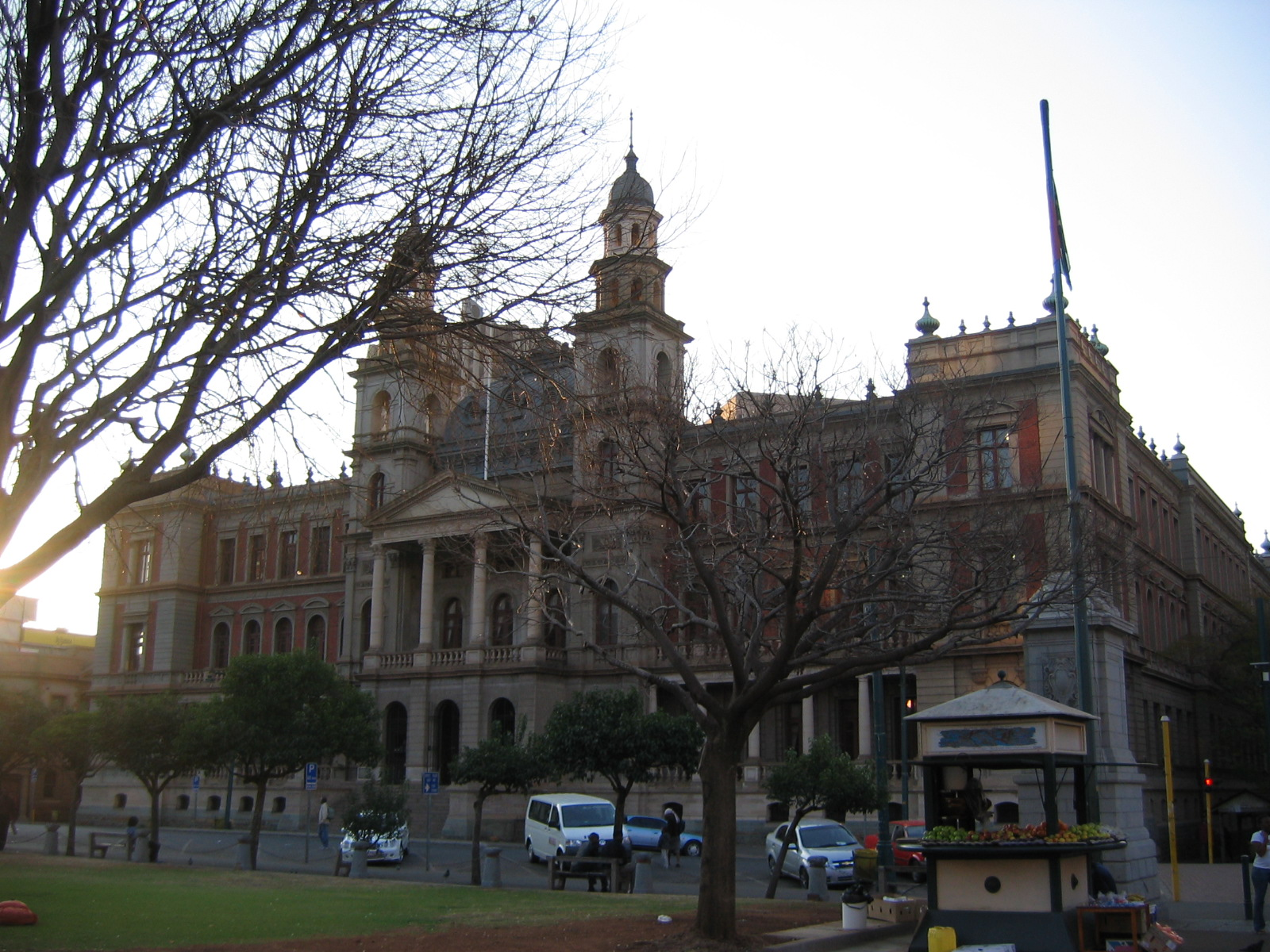
Die Paleis van Justisie op Kerkplein in Pretoria

Het Paleis van Justitie ("Paleis van Justisie") in de Zuid-Afrikaanse hoofdstad Pretoria vormt samen met de Oude reservebank ("Ou Reserwebank") en het Old Mutual-gebouw de noordelijke façade van het  Kerkplein in Pretoria. Het gebouw dateert uit de 19de eeuw en is door de Nederlandse architect Sytze Wierda ontworpen. Dit gebouw is thans het hoofdkantoor van de Gauteng Provinciale Afdeling van het Zuid-Afrikaanse Hooggerechtshof, dit is het voormalige hooggerechtshof van de Provincie Transvaal en diens voorganger de Zuid-Afrikaansche Republiek.

## Geschiedenis
De eerste steen van het Paleis van Justitie werd in 1879 door de president van de Zuid-Afrikaansche Republiek, beter bekend als Transvaal, Paul Kruger gelegd. Het werd tegenover het oude regeringsgebouw geplaatst. Beide gebouwen zijn door de Nederlandse architect ontworpen. Het gebouw werd tijdens de Tweede Boerenoorlog in 1899 tot 1902 gebruikt als noodhospitaal voor slachtoffers in de oorlog tegen de Britse kolonisten.
Het Rivoniaverhoor is misschien de beroemdste zaak die hier heeft plaatsgevonden. Tijdens het verhoor zijn Nelson Mandela en een aantal andere prominente vrijheidsstrijders aangeklaagd van hoogverraad met als gevolg een gevangenisstraf.

## Verwijzingen
1. ↑   City of Tshwane, More places of interest in the City of Tshwane, bezocht op 25 december 2006